# Liste des centrales électriques au Burundi
Cette page répertorie les centrales électriques au Burundi . 

## Contexte
La situation énergétique du Burundi se caractérise par l' usage du bois de feu qui satisfait 94% de la demande d’énergie primaire. Seulement  2.4% de la population a accès à l'électricité. L'offre électrique est insuffisante par rapport à la demande, empêchant tout décollage économique.
Le taux de perte sur le réseau électrique est très élevé (24% en 2012) en raison de l’obsolescence et du manque d’entretien des ouvrages de production, de transport et de distribution.
Dans ce contexte, la  production électrique sur réseau est majoritairement hydraulique  (95%), donc renouvelable.

### Liste de centrales par type d’énergie
| Centrale                                     | Coordonnées                  | Type            | Hauteur chute | Puissance unitaire groupe | Nombre groupe | Puissance totale | Année mise en service | Nombre groupes fonctionnels (2023) | Puissance disponible (2023) | Exploitant | rivière         |
| -------------------------------------------- | ---------------------------- | --------------- | ------------- | ------------------------- | ------------- | ---------------- | --------------------- | ---------------------------------- | --------------------------- | ---------- | --------------- |
| Centrale Hydroélectrique de Ruvyironza       | Lat -3,347593 Long 29,984875 | Basse chute     | 17 m          | 0.5 MW                    | 3             | 1,5 MW           | 1980                  | 2                                  | 1 MW                        | REGIDESO   | Ruvyironza      |
| Centrale Hydroélectrique de Mugere           | Lat -3,490347 Long 29,414415 | Haute chute     | 274 m         | 2 MW                      | 4             | 8 MW .           | 1982                  | 3                                  | 6 MW                        | REGIDESO   | Rivière Mugere  |
| Centrale Hydroélectrique de Marangara        | Lat -2,730232 Long 29,96468  | Basse chute     | 60 m          | 0.14 MW                   | 2             | 0.28 MW          | 1983                  | 1                                  | 0.28 MW                     | REGIDESO   |                 |
| Centrale Hydroélectrique de Rwegura .        | Lat -2.911423 Long 29.47868  | Haute chute     | 504 m         | 6 MW                      | 3             | 18 MW            | 1984                  | 3                                  | 18 MW                       | REGIDESO   | Rivière Kitenge |
| Centrale hydroélectrique de Kayenzi          | Lat -2,88108 Long 30,388007  | Basse chute     | 26.4 m        | 0.4 MW                    | 1             | 0.8 MW           | 1984                  | 1                                  | 0.4 MW                      | REGIDESO   |                 |
| Centrale Hydroélectrique de Buhiga           | Lat -3,040151 Long 30,153653 | Basse chute     | 25 m          | 0.235                     | 2             | 0.47 MW          | 1984                  | 1                                  | 0.235 MW                    | REGIDESO   |                 |
| Centrale Hydroélectrique de Nyemanga         | Lat -3,960043 Long 29,568025 | Haute chute     | 226 m         | 720 kW 680 kW             | 2 2           | 2.8 MW           | 1987                  | 2 1                                | 2.12 MW                     | REGIDESO   |                 |
| Centrale Hydroélectrique de Gikonge          | Lat -3,259558 Long 29,659465 | Basse chute     | 27.7 m        | 0.5 MW                    | 2             | 1 MW             | 2008                  | 1                                  | 0.5 MW                      | REGIDESO   |                 |
| Centrale Hydroélectrique de Nyamyotsi        | Lat -3,329108 Long 29,777737 | Basse chute     | 30 m          | 0.3 MW                    | 1             | 0.3 MW           | 2018                  | 0                                  | 0                           | REGIDESO   |                 |
| Centrale Hydroélectrique de Ruzibazi         | Lat -3,745415 Long 29,333737 | Haute chute     | 357 m         | 5 MW                      | 3             | 15 MW            | Juillet 2022          | 3                                  | 15 MW                       | REGIDESO   |                 |
| Centrale photovoltaïque de Mubuga            | 03°22′29″S 29°59′14″E        | Energie solaire |               |                           |               | 7.5 MW           | Octobre 2021          |                                    | 7.5 MW                      | IPP        |                 |
| Centrale Thermique de Bujumbura              |                              |                 |               |                           |               | 5.5 MW           |                       | 2                                  |                             | REGIDESO   |                 |
| Centrale Hydroélectrique de Kabu 16          |                              | Réservoir       |               | 10 MW                     | 2             | 20 MW            | Juin 2024             |                                    |                             | REGIDESO   |                 |
| Complexe Hydroélectrique de Jiji et Murembwe |                              | Réservoir       |               |                           |               | 50 MW .          | En construction       |                                    |                             | REGIDESO   |                 |
| Centrale électrique de Mpanda                |                              | Réservoir       |               |                           |               | 10 MW            | Projet                |                                    |                             | IPP        |                 |
| Mule Power Station                           |                              | Réservoir       |               |                           |               | 16,5 MW          | Projet                |                                    |                             |            |                 |